# Henry Thomas Hope
Henry Thomas Hope (Londra, 30 aprile 1807 – Londra, 4 dicembre 1862) è stato un politico britannico.

## Biografia

### Famiglia

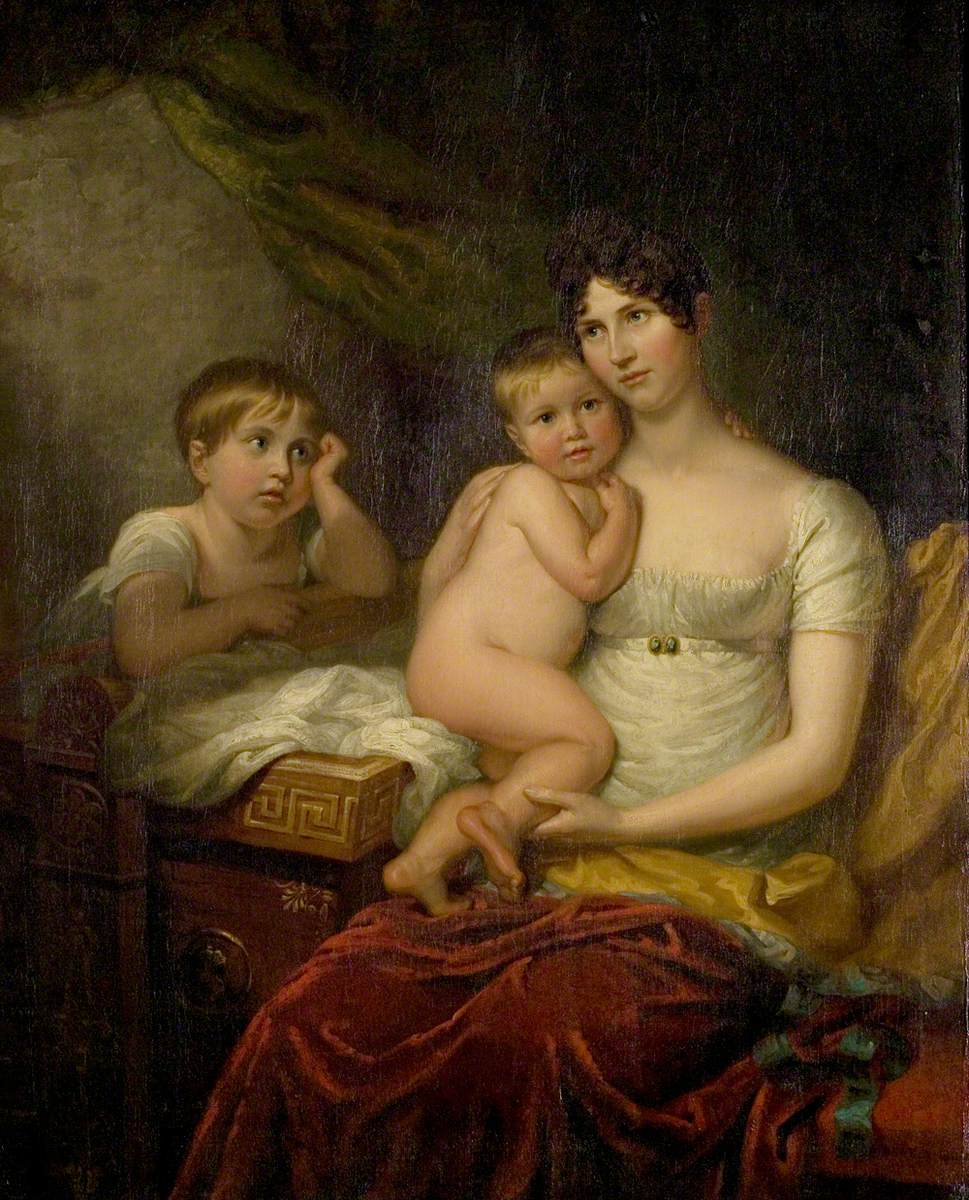
Ritratto della signora Hope e dei suoi figli, dipinto di George Dawe (circa 1811). Henry è raffigurato a sinistra.

Henry Thomas Hope nacque il 30 aprile 1807 nella casa dei genitori di Duchess Street, Londra. Sua madre, Louisa Beresford (circa 1783-1851), era la figlia di William Beresford, arcivescovo anglicano di Tuam, elevato nel 1812 a pari d'Irlanda come barone Decies. Il padre di Henry era il collezionista Thomas Hope, erede di una famiglia di origini scozzesi che fece fortuna nei Paesi Bassi con la casa di banca Hope & Co.
Nipote di Henry Philip Hope, da cui ereditò il famoso diamante omonimo nel 1839, Henry Thomas Hope era il fratello maggiore di Adrian John Hope (1811-1863) e Alexander James Beresford Hope (1820-1887).
Nel 1851, ad Alverstoke, nell'Hampshire, Henry Thomas Hope sposò Anne-Adèle Bichat († 1884; nipote del famoso medico francese Xavier Bichat), di cui riconobbe la figlia, Henrietta Adela (1843-1913). Henrietta si sposò nel 1861 con un aristocratico in decadenza, Henry Pelham-Clinton (1834-1879), 13º conte di Lincoln, che sarebbe diventato il VI duca di Newcastle tre anni dopo. Questa unione permise di portare a nuova luce lo stemma del conte di Lincoln, riuscendo dopo vari tentativi falliti da parte degli Hope e dei suoi genitori di avere l'accesso per loro famiglia alla paria del Regno Unito.

### Formazione politica e carriera
Dopo essere stato allievo del college di Eton, Henry Thomas Hope studiò dal 1825 a Cambridge, presso il Trinity College, dal quale si laureò in Bachelor of Arts nel 1829.
Si lanciò immediatamente in politica, unendosi ai Tories, che nel 1834 fondarono il partito conservatore. Nel 1829 fu così eletto deputato per i Tory nel collegio elettorale di Looe-Est, in Cornovaglia, dove suo padre aveva appena acquisito la proprietà di Trenant Park. Tra marzo e novembre 1830, ricoprì uno degli uffici di cameriere del re. Fu rieletto nel 1830 e nel 1831, ma il suo collegio elettorale fu soppresso nel 1832 dal Reform Act.
Dopo due candidature senza successo, il primo durante le elezioni generali del 1832, sfavorevole al suo partito, e il secondo durante le elezioni suppletive del marzo 1833 nel collegio elettorale di Marylbone, vinse il mese successivo nel collegio elettorale di Gloucester. Rieletto tre volte, fu sconfitto alle elezioni generali del 1841, nonostante fossero state vinte dai conservatori a livello nazionale. Dopo aver avuto un seggio durante le elezioni generali del 1847, fu nuovamente sconfitto in quelle del 1852 e poi durante le elezioni suppletive nel 1853.
Alla Camera dei Comuni, Hope votò con i Tories sulle questioni politiche ma non sulle questioni economiche.

### Attività economiche

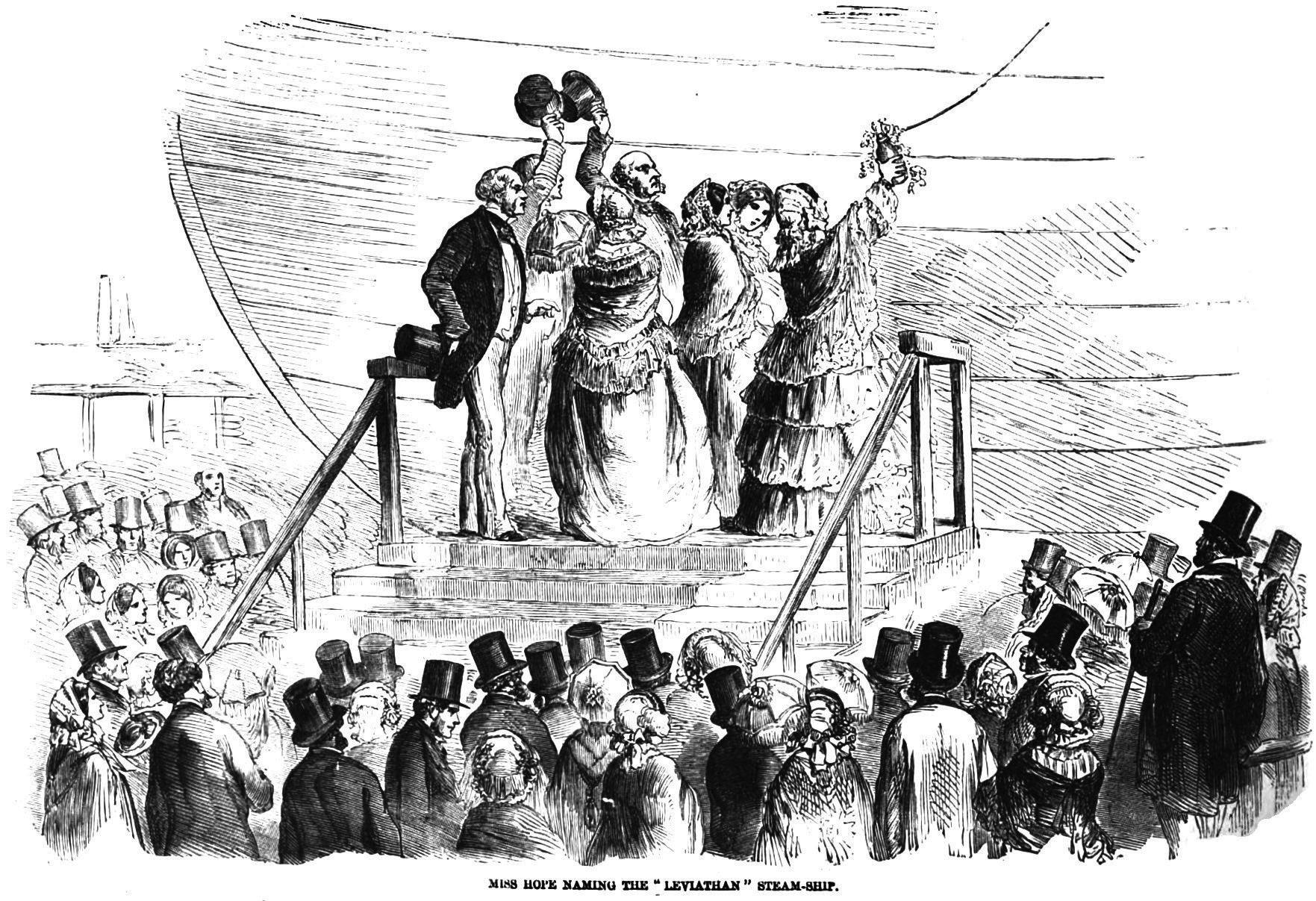
Il battesimo del Leviathan (Great Eastern) da parte di miss Hope. Incisione dal 1857.

Hope è anche noto per essere stato presidente della Eastern Steam Navigation Company, per la quale costruì tra il 1854 e il 1858 il più grande transatlantico del mondo, il Leviathan (o Great Eastern), opera dell'ingegnere Isambard Kingdom Brunel.
Egli fu anche membro del consiglio di amministrazione della Compagnie du chemin de fer de Charleroi à la frontière de France, concessionario di diverse linee ferroviarie in Algeria e direttore della Joint Stock Bank di Londra e Westminster.

### Proprietà e patrocinio
Oltre a una ricca collezione di opere d'arte, Hope ereditò da suo padre la residenza londinese di Duchess Street, un maniero a Hampnett, nonché il maniero di Deepdene a Dorking (Surrey), di cui prese il titolo di Esquire. Dopo averlo trasformato tra il 1835 e il 1841 in stile italiano dagli architetti Alexander Roos e Thomas Liddell, accolse il suo amico Benjamin Disraeli, che vi scrisse Coningsby nei primi anni del 1840, così come il conte di Montemolín, un pretendente carlista al trono spagnolo, nel 1846.
Henry Thomas Hope viveva anche in una grande dimora londinese. Situato al n 116 di Piccadilly, all'angolo di Down Street, questo lussuoso edificio fu eretto per lui tra il 1847 e il 1849 dagli architetti Thomas Leverton Donaldson e Pierre-Charles Dusillion. Questa residenza di Londra e quella di Deepdene furono distrutte nel secolo successivo.

Hope possedeva anche un castello a Castleblayney, in Irlanda, che acquisì nel 1853. 

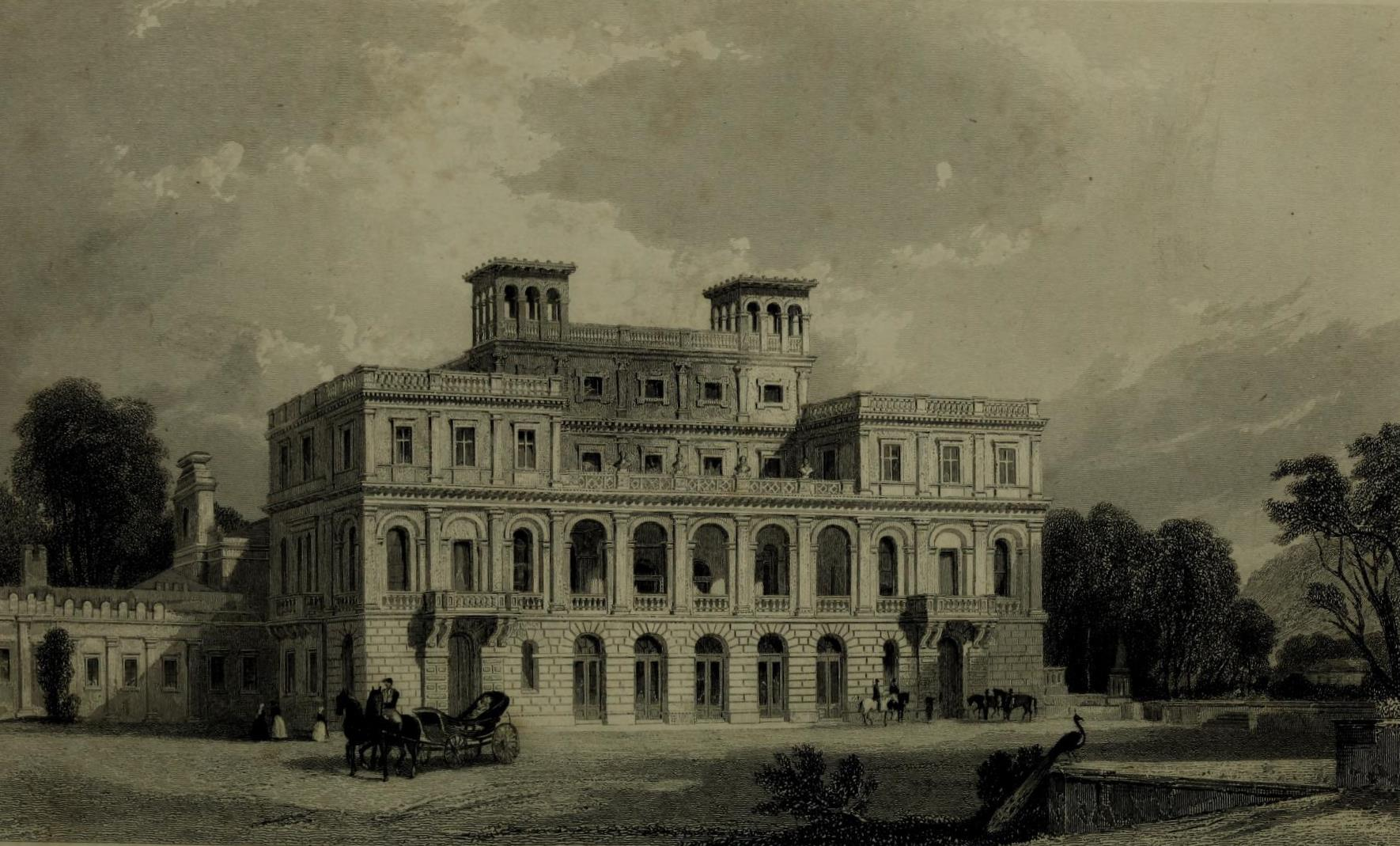
Castello di Deepdene a Dorking (1850).
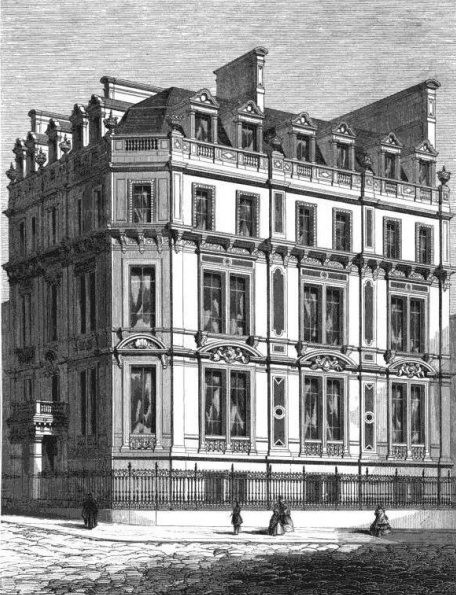
Hotel Hope all'angolo tra Piccadilly e Down Street (1849).
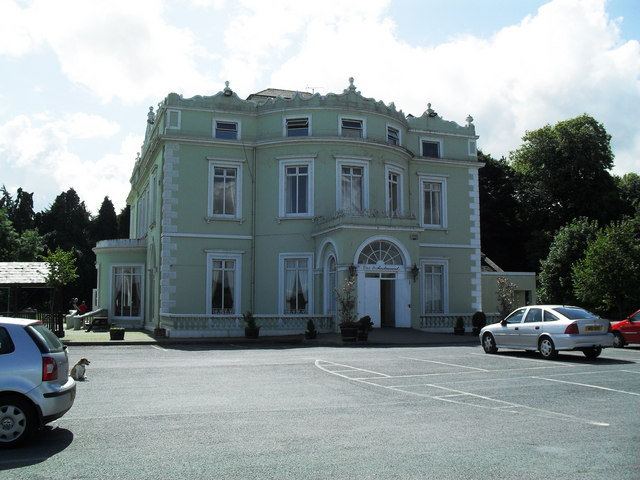
Castello di Castleblayney.

 Come suo padre prima di lui, Hope fu il vicepresidente della Society of Arts e il patrono di molti artisti, tra cui il pittore Benjamin Haydon. Era anche membro della Art Union of London e della Royal Botanic Society. Egli fu anche uno degli organizzatori dell'Esposizione Universale del 1851, oltre che uno dei giurati della 23ª classe (gioielli).